# Amarlu
 (février 2024).
Si vous disposez d'ouvrages ou d'articles de référence ou si vous connaissez des sites web de qualité traitant du thème abordé ici, merci de compléter l'article en donnant les références utiles à sa vérifiabilité et en les liant à la section « Notes et références ».
Amarlu est un district de Rudbar dans la province de Gilan en Iran avec pour centre Jirindih. Il est situé dans une région montagneuse.

## Tribus
Il y a deux ethnies kurdes au Gilan : les Rišvand (ou Rašvand) et les Amârlu. Les Rišvand font partie des Bâbân, une tribu de Solaymâniya et déplacés au Gilân par le Chah Abbas Ier. Plus tard, ils sont chassés de leurs pâturages par les Amârlu, qui eux furent déplacés au Gilan du nord-ouest de la Perse par Nader Chah. Aujourd'hui, les Rišvand vivent majoritairement dans la province de Qazvin. Les Amârlu occupent une cinquantaine de villages entre Menjil et Pirâkuh au sud-est du Gilan.